# 加維 (足球運動員)
巴勃羅·馬丁·派斯·加維拉（西班牙語：Pablo Martín Páez Gavira；2004年8月5日—），簡稱加維（西班牙語：Gavi），西班牙足球運動員，現效力西甲球會巴塞隆拿、西班牙國家足球隊，司職中場。

## 俱樂部生涯
加維的職業生涯開始於他家鄉的一家俱樂部La Liara Balompié，他在那裡效力了兩年，從2010年到2012年。之後，他轉會至皇家貝提斯青年學院，在那裡度過了兩個賽季。他為皇家貝蒂斯青年隊攻入95球。
2015年，11歲的他簽約拉瑪西亞青訓。
2021年8月29日，2021/22賽季西甲第3輪，在對陣赫塔費的比賽中，加維替補登場完成巴塞隆拿一線隊首秀，9月14日，在對陣拜仁慕尼黑的比賽中，加維再次替補上陣完成歐冠首秀。
9月20日，聯賽主場對陣格拉納達，加維替補登場助攻攻入絕平進球。9月23日，客戰加的斯，加維迎來西甲生涯首次首發出場。
2023年6月20日，巴塞隆納成功完成加維作為一線隊球員在西甲的註冊，隨後將他與巴塞隆納的合約延長至2026年6月，其中包含10億歐元的解約金條款。
2025年1月31日，他與巴塞隆納的合約延長至2030年。

## 國家隊生涯
2021年9月30日，加維受到西班牙國家足球隊徵召，在2021年10月6日對陣義大利的歐洲國家聯賽半決賽中首次亮相，成為有史以來代表西班牙隊最年輕的球員。
2022年6月5日，加維在2022–23年歐洲國家聯賽A客場對陣捷克的比賽中打進了他的第一個西班牙國家足球隊進球，成為有史以來代表西班牙進球的最年輕球員。
2022年11月24日，加維在2022年國際足總世界盃對陣哥斯大黎加的比賽中射門進球，獲得單場MVP。也成為繼1958年的球王比利（Pele）之後最年輕的進球球員，更創下世界盃史上第三年輕紀錄。

## 比賽風格
ESPN 的格雷厄姆·亨特稱讚加維是 2021 年非常有前途的年輕球員，將他的的質素與前巴塞羅那中場哈維和安德烈斯·伊涅斯塔相提並論，包括他的運球、預判、智慧、視野、傳球、第一觸球、緊密控球、變速、以及快速轉身以擺脫狹窄空間並發起反擊的能力。
加維防守極為積極凶狠，不懼纏鬥也很敢放鏟，因而有了「玉面屠夫」的稱號，也因此加維吃牌率居高不下。

## 榮譽

### 球會
巴塞隆納
- 西班牙足球甲级联赛冠軍：2022–23[16]、2024–25[17]
- 西班牙超級盃冠軍：2022–23、2024–25
- 西班牙國王盃冠軍：2024–25[18]

### 國家隊
西班牙
- 歐洲足協國家聯賽冠軍：2022–23[19]

### 個人
- 科帕獎：2022[20]
- 歐洲金童獎：2022[21]

## 外部連結
- 加维在Transfermarkt上的资料
- Soccerway資料庫：加維
- 加維的Instagram帳戶 （页面存档备份，存于）